# Přemysl Šámal

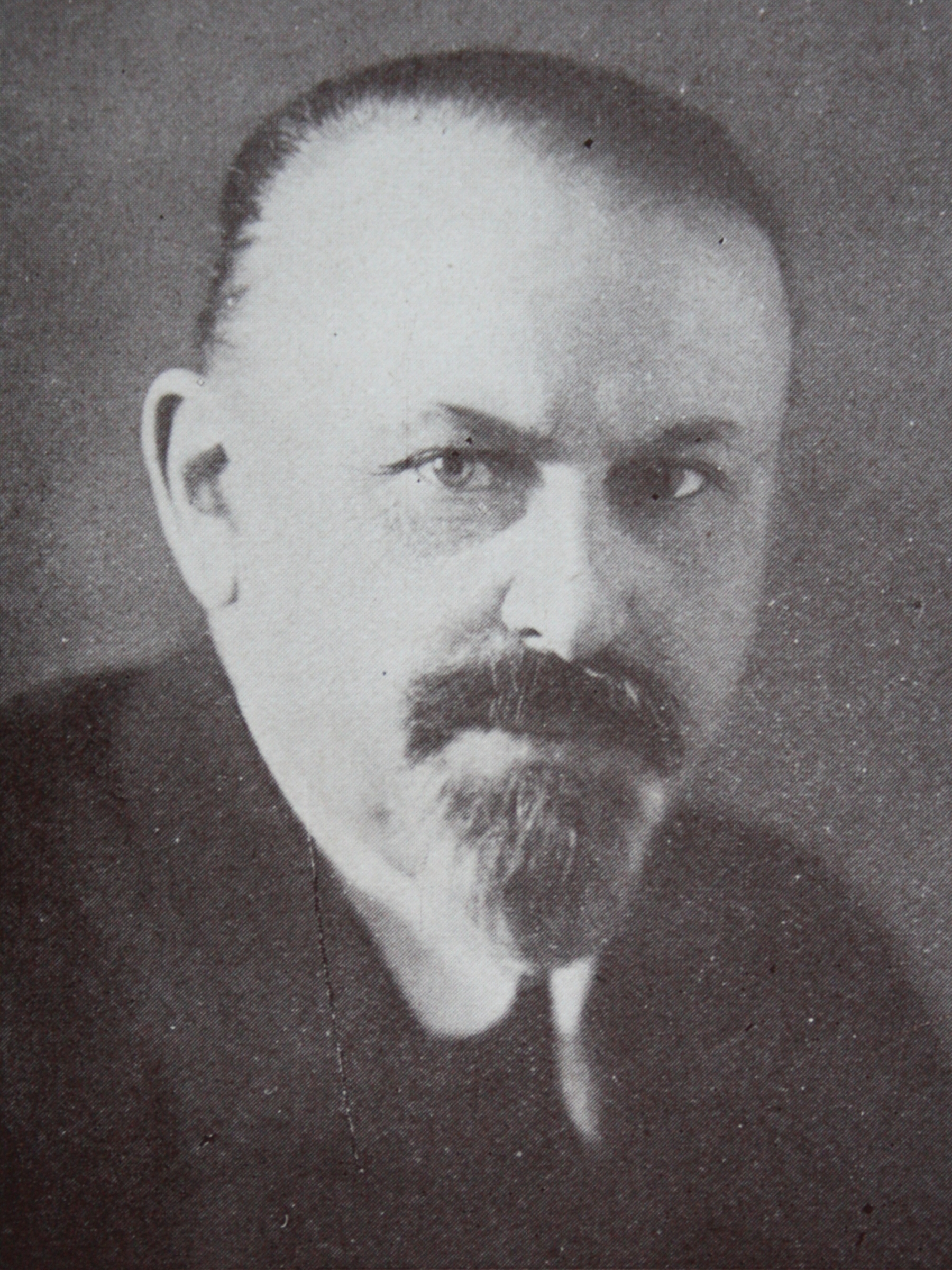
Přemysl Šámal, ca. 1927

Přemysl Šámal (* 4. Oktober 1867 in Prag, Österreich-Ungarn; † 9. März 1941 in Berlin) war ein tschechoslowakischer Jurist und Politiker. Er war aktiv an den Vorbereitungen zum Erlangen der Unabhängigkeit 1918 beteiligt wie auch Teilnehmer des tschechoslowakischen Widerstandes gegen den Nationalsozialismus. Šámal war nach 1918 kurze Zeit Oberbürgermeister („primátor“) von Prag und leitete danach die Kanzlei des Präsidenten.

## Leben
Šámal entstammte einer gutsituierten Prager Familie. Sein Vater Jan Šámal war ein hoher Beamter im Prager Magistrat, seine Mutter Marie Šámalová war die Tochter des früheren Oberbürgermeisters der Stadt, Tomáš Černý. Přemysl Šámal studierte Jura an der Karls-Universität in Prag, wo er den späteren Präsidenten Masaryk, der an der Universität zu der Zeit eine Professur innehatte, kennenlernte und seitdem mit ihm eng verbunden war. Nach seinem Studium war er zuerst als Praktikant in der Anwaltskanzlei seines Großvaters tätig, später richtete er seine eigene Kanzlei in der Prager Neustadt ein und vertrat unter anderem viele politisch verfolgte Patrioten. Er war auch im Nationalmuseum und in dessen Einrichtung Matice česká tätig. 1899 heiratete Šámal Anna Nekvasilová, mit der er den Sohn Jaromír Šámal hatte, der 1942 durch die Gestapo hingerichtet wurde und die 1906 geborene Tochter Jarmila Šámalová, verheiratete Grundová.

## Politisches Wirken
Šámal engagierte sich in der durch Masaryk gegründete Česká strana pokroková (Tschechische Fortschrittspartei), dessen Vorsitzender er 1914 wurde. Nach dem Ausbruch des Ersten Weltkriegs gründete und organisierte er die sogenannte Maffie, eine geheime antiösterreichische Organisation, welche die Kontakte zu den im Ausland tätigen Politikern aufrechterhielt und unter anderem nachrichtendienstlich zugunsten der Triple Entente tätig war; nachdem Beneš ins Exil ging, leitete er sie. Ab Februar 1918 unterstützte er die Partei Česká státoprávní demokracie (Tschechische staatsrechtliche Demokratie), die in der Nachfolgepartei Československá národní demokracie (Tschechoslowakische nationaldemokratische Demokratie) aufging. Nach der Gründung der Tschechoslowakei war er für diese Partei 1918–1920 als Abgeordneter in der Nationalversammlung (und dort in einigen Ausschüssen) tätig; zugleich wurde er auch Oberbürgermeister („primátor“) der Stadt Prag. Von diesem Posten trat Šámal zurück, nachdem ihn Masaryk Mitte des Jahres 1919 mit der Leitung der Kanzlei des Präsidenten beauftragte; in diesem Amt blieb er auch unter dem Präsidenten Beneš, er trat von diesem Posten zurück, kurz nachdem Emil Hácha im Herbst 1938 zum Präsidenten bestimmt wurde.
Nach dem Ausbruch des Zweiten Weltkriegs und der Ausrufung des Protektorats Böhmen und Mähren nahm Přemysl Šámal am Widerstand teil. Er war an der Gründung einer der wichtigsten illegalen Gruppen des Widerstands, des Politické ústředí beteiligt, und gehörte zusammen mit dem Sekretär Vladimír Klecanda zu deren Führungsduo; er unterhielt Kontakte zu der Widerstandsgruppe Obrana národa. Während einer Verhaftungswelle wurde er jedoch bereits am 26. Januar 1940 verhaftet, einige Monate verhört und schließlich nach Berlin überstellt. Dort wurde er zuerst im Untersuchungsgefängnis Moabit festgehalten, aufgrund seines kritischen gesundheitlichen Zustands dann im Privatklinikum St.-Joseph-Krankenhaus Berlin-Tempelhof untergebracht, wo er jedoch am 9. März 1941 im Alter von 74 Jahren starb.
Sein Sohn Jaromír Šámal, Professor für Insektenkunde, wurde während der Verhaftungswelle nach dem Attentat auf Heydrich verhaftet und hingerichtet, dessen Ehefrau wurde in das KZ Auschwitz deportiert und deren zwei Kinder zur Umerziehung nach Deutschland geschickt.

## Ehrungen

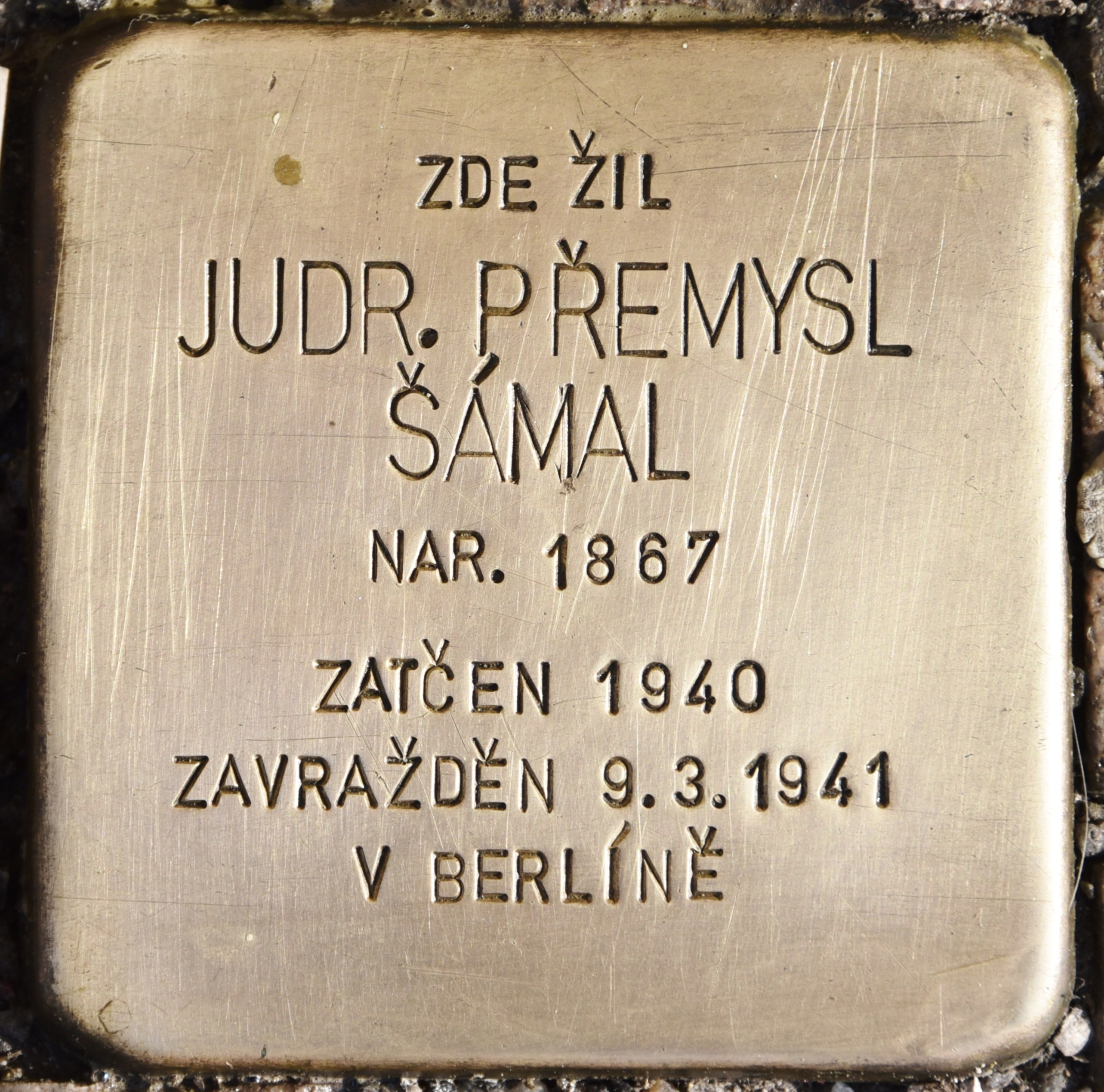
Stolperstein für Přemysl Šámal in Prag

1992 wurde Přemysl Šámal in memoriam mit dem Tomáš-Garrigue-Masaryk-Orden I. Klasse geehrt.
Am 17. Juli 2013 wurde in Prag an seinem letzten Wohnort Karmelitská 382/14 von Gunter Demnig ein Stolperstein gelegt.